# 戸次鎮連
戸次 鎮連（べっき しげつら）は、戦国時代から安土桃山時代にかけての武将。大友氏の家臣。大友氏庶流・戸次氏の16代当主。父は戸次鑑方で、猶父は戸次鑑連（立花道雪）。弟に戸次鎮林（しげきみ/しげとき）。子に統連、戸次統利（むねとし）他。鎧ヶ岳城主。

## 略歴
豊後国の戦国大名・大友氏の家臣である戸次鑑方の長男として生まれる。鑑方の嫡男ながら天文22年（1553年）頃に子のなかった伯父の戸次鑑連の猶子となった。主君・大友義鎮（宗麟）と猶父・鑑連より1字ずつ賜って鎮連を名乗る。
以後は、筑前国・豊前国を転戦した。永禄10年（1567年）9月、鑑連に従って高橋鑑種の反乱鎮圧のために出陣。秋月種実との休松の戦いにおいては、父・鑑方ら多くの一門や家臣が討死するなか、鎮連は奮戦して戦功を挙げた。天正6年（1578年）には日向国北部に侵攻し、土持親成らを討って、土持氏を滅亡に追い込んだ。しかし、同年6月に出陣した耳川の戦いにおいて、大友氏は島津氏に大敗北を喫し、豊後国内の情勢も風雲急を告げた。猶父・立花道雪らは大友氏の衰勢を挽回すべく筑前筑後で奮闘を続けた。
天正8年（1580年）、鎮連は道雪から檄文を送られているが、斜陽の大友氏を支えるべく南部衆（南郡衆）の一員として志賀道易 (道益、親度)、一萬田鎮実らと連署で主君・大友義統を諌める書状を提出したが、聞き入れられなかった。天正13年（1585年）に、猶父・道雪が死去。いよいよ、大友氏の衰運は決定的となる。
天正14年（1585年）、大友家加判衆となるが、すでに民心も離れて一揆が起こる。そこに島津氏が北進して豊後国まで侵攻を始めたが、柴田紹安、志賀道雲、道易、朽網宗暦、戸次玄三、一萬田紹伝、麻生紹和、鎮連はすでに島津氏に内応しており、大友方に残った諸城も次々と陥落する。
鎮連は、他の内応者と同様に大友義統によって誅殺、もしくは城を明け渡して自害に追い込まれたとするが、詳細は伝わっていない。嫡男の統連が統常に改名して跡を継いだ。